# 古蘭經之屋
古蘭經之屋（阿拉伯语：‎）是一座伊斯蘭博物館，位於巴林首都麥納瑪的胡拉。
古蘭經之屋的建造是為了蒐羅各種有收藏價值的《古蘭經》以及各類抄本，這在波斯灣地區是前所未有的。古蘭經之屋歡迎所有訪客，建築本身設有清真寺、圖書館、演講廳、學校以及擁有十個展示廳的陳列館。
古蘭經之屋陳列世界各地著名的《古蘭經》抄本，從東方的中國開始，及至西方的西班牙，代表伊斯蘭曆一世紀至現代的書法傳統。

## 外部連結
- 地理坐标：26°14′23″N 50°35′30″E / 26.23972°N 50.59167°E
- 古蘭經之屋官方網站 （英文）